# Szilvia Szabó
Szilvia Szabó, född den 24 oktober 1978 i Budapest, Ungern, är en ungersk kanotist.
Hon tog OS-silver i K-2 500 meter och OS-silver i K-4 500 meter i samband med de olympiska kanottävlingarna 2000 i Sydney.
Hon tog OS-silver igen i K-4 500 meter i samband med de olympiska kanottävlingarna 2004 i Aten.